# D80 titan
El D80 titan és un avió no tripulat (UAV) fabricat per Elecnor-Deimos.
La primera unitat d'aquest vehicle va ser entregat el 25 d'abril del 2018 a ONERA (Oficina Nacional d'Estudis i Investigacions Aeronàutiques de França).
L'aparell realitzarà tasques d'intel·ligència, vigilància i reconeixement.
La fabricació ha sigut realitzada en la seua totalitat en les instal·lacions de Puertollano en la província de Ciudad Real. Ha sigut fabricat en fibra de carboni i pot portar fins a 30 kg de càrrega útil.